# 의령 여씨
의령 여씨(宜寧余氏)는 백제에서 유래한 한국의 성씨이다. 백제 의자왕의 다섯 번째 아들인 부여풍의 후손인 여선재(余善才)가 송나라 간의대부(諫議大夫)를 지내고, 1103년(숙종 8) 고려에 환국하였다고 한다.

## 기원
여(余)씨의 기원은 백제의 왕족인 부여씨(扶餘)에 둔다.
중국 《수서(隨書)》 《송서(宋書)》와 《일본서기》 백제복국군 편에 백제 의자왕의 왕자를 여풍장(余豊璋), 왕숙을 여충신(余忠信), 정승을 여의수(余宜受)로 기록하고 있다.
《삼국사기》〈백제본기〉와 《송서》〈백제전〉, 《일본서기》 등에 백제가 나당연합군에게 패망한 후 왕후장상 1만2천여 명이 당장 소정방에게 피납되어 당나라 수도 장안에 백제촌(百濟村)을 이루어 살았고, 일본에 있던 왕자 여풍장은 복국운동이 실패로 돌아가자 복흥군과 함께 고구려로 피신하였다는 기록과 그 뒤 부왕(父王)이 왕족 일행과 군거하는 당나라의 백제촌(百濟村)으로 잠입 합류하여 후일을 기하였다는 학설이 있다. 의령 여씨 문중에 따르면, 백제 왕자 여풍장의 후손 여선재가 고려 때 환국하였다고 전한다.

## 역사
백제 의자왕의 후손인 여선재(余善才)가 송나라 간의대부(諫議大夫)에 올랐고, 1103년(숙종 8) 고려에 환국하였으며 의춘군(宜春君)에 봉해졌다고 한다. 여선재의 아들 여영후(余英候) 이후의 세계가 실전되어 고려 때 문과에 급제한 여현경(余玄景)을 1세로 한다.
3세 직유(稷蕤)가 검교장군(檢校將軍)이 되었고, 9세 중부(仲富)가 고려 말에 호부전서를 거쳐 조선에서 호조판서가 추증되었다고 한다. 10세 여흥렬(余興烈)이 조선 태종 때 무과에 급제하여 황해도수군절도사를 지내고, 11세 원경(元暻)이 숙천(肅川)목사 ·안주진병마절도사를 지냈다고 한다.  12세 건(健)이 강원도관찰사를 지냈으며, 효제(孝悌)가 효자로 정문이 세워졌다.

## 인물
고려
- 여직유(余稷萊) : 고려 검교장군(檢校將軍)
- 여정(余廷) :군기감(軍器監)
- 여중엄(余仲淹) : 가선대부(嘉善大夫)에 올라 예부전서(禮部典書) 역임
- 여중부(余仲富) : 호부전서(戶部典書)

조선
- 여흥렬(余興烈) : 여중부(余仲富)의 아들. 조선 태종조에 황해도(黃海道)수군절도사(水軍節度使) 역임하였다.
- 여성렬(余成烈) : 통정대부(通政大夫)로 안주진(安州鎭) 병마절도사(兵馬節度使) 역임
- 여원경(余元暻) : 여성렬(余成烈)의 아들로 충청도(忠淸道) 병마절도사(兵馬節度使) 역임
- 여건(余健, 1457년 ~ 1517년) :  증 호조판서 중부의 증손이고 절도사 원경의 아들이다. 이조정랑, 승지, 강원도(江原道) 관찰사(觀察使)를 역임했다.
- 여덕윤(余德潤) : 예부전서(禮部典書) 중암(仲庵)의 아들이다. 세종 조 때 선산부사 보공장군(保功將軍)을 지내고 용궁현에 살았다. 아들 효온(孝溫), 효량(孝良), 효공(孝恭), 효검(孝儉) 5형제가 모두 문과에 급제하자 5형제를 일러 오룡(五龍)이라 하고 영순면 오룡리의 동리명칭이 되었다.
- 여효온(余孝溫) : 여덕윤의 아들. 1434년(세종 16년)에 알성 문과에 장원급제하여 사간원 정언(正言)을 거쳐 병조좌랑(兵曹佐郞)을 지내고, 의금부 지사(義禁府知事)가 되었다.
- 여범(1478년 ~ 1539년) : 관찰사 건의 아들로 중종 때 충순위 어모장군을 지냈다.
- 여균(1480년 ~ ?) : 관찰사 건의 아들이다. 중종 때 충주 목사를 역임했다.
- 여수원(1498년 ~ ?) : 목사 균의 아들로 장사랑을 지냈다.
- 여춘(余春, 1554~   ) : 임진왜란 때 문경 지역에서 의병을 일으킴, 병조참의.
- 여명장(1561년 ~ ?) : 관찰사 건의 증손으로 종사랑이 되었다.
- 여봉손(1525년 ~ 1579년) : 자는 종백, 관찰사 건(健)의 증손이고 직장 소(訴)의 아들이다. 정로위 어모장군을 지냈다.
- 여광수(余光壽, 1544년 ~ 1608년) : 흥수(興壽)라고도 했다. 봉손(鳳孫)의 아들이다. 어릴 때 사서삼경과 백가의 시서(詩書)를 통독하였고 장년(壯年)에 입영(入營)하영 선략장군(宣略將軍)을 지냈다.
- 여흥경(余興慶, 1547년 ~ 1616년) : 어모장군(禦侮將軍) 여봉손(余鳳遜)의 아들. 1594년(선조 27년) 별시 무과에 급제하여 직장을 거쳐 군자감 주부(主簿)를 지냈다.
- 여상규(余尙珪, 1595년 ~ ?) : 참봉(參奉) 여우정(余友靖)의 아들. 1618년(광해군 10년) 생원시에 합격하고, 1627년(인조 5년) 식년 문과에 급제하여 성균관직강(成均館直講)을 지냈다.
- 여후(余垕, 1677년 ~ ?) : 1705년(숙종 31년) 식년 문과에 급제하여 1724년(경종 4년) 봉상시첨정(奉常寺僉正)에 이르렀고, 1732년(영조 8년) 강진현령(康津縣監)을 역임하였다.

대한민국
- 여상규(余尙奎, 1948년 ~ ) : 前 판사. 제18대·19대 ·20대 국회의원.
- 여인국(余仁國, 1955년 ~ ) : 제9·10·11대 경기도 과천시장
- 여현호(余峴鎬, 1962년 ~ ) : 대통령비서실 국정홍보비서관
- 여영국(余永國, 1964년 ~ ) : 노동운동가, 제20대 국회의원. 정의당 대표.
- 여세주(余世奎, 1956년 ~ ) : 경주대학교교수

## 과거 급제자
문과
여상규(余尙珪) 여효온(余孝溫) 여후(余垕)
무과
여문규(余文揆) 여봉길(余鳳吉) 여상진(余尙璡) 여심(余深) 여인길(余寅吉) 여흥경(余興慶) 여춘(余春)
생원시
여계복(余繼福) 여극(余極) 여상규(余尙珪) 여진(余溍) 여하진(余夏鎭)
진사시
여광필(余匡弼) 여동삼(余東三)

## 항렬자
| 29세   | 30세   | 31세   | 32세   | 33세   | 34세   | 35세   | 36세   | 37세   | 38세   | 39세   | 40세   | 41세   | 42세   |
| ------ | ------ | ------ | ------ | ------ | ------ | ------ | ------ | ------ | ------ | ------ | ------ | ------ | ------ |
| 엽(燁) | 규(奎) | 호(鎬) | 태(泰) | 모(模) | 찬(燦) | 기(基) | 현(鉉) | 원(源) | 동(東) | 환(煥) | 효(孝) | 종(種) | 한(漢) |

## 집성촌
의령 여씨의 집성촌은 경상남도 하동군이다. 18세기 중엽의 '여지도서(輿地圖書)'에 의령 여씨가 하동 지역의 세력 가문으로 기록되고 있다. 조선 연산군 때 여승탁(余承鐸)이 의령에서 하동군 양보면 박달리로 옮겨 왔다. 경상남도 하동군 하동읍 화심리는 1750년(영조 26) 무렵 여승탁의 후손이 들어와 터를 잡으면서 의령 여씨의 대표적인 세거지가 되었다.
하동군 하동읍 화심마을 양심재(養心齋)는 의령 여씨들이 입향조를 받들고 후손들을 깨우치기 위해서 건립한 학숙소를 겸한 재실이다. 최익현(崔益鉉)은 양심재에 들렀다가 〈양심재염심자(養心齋拈心字)〉라는 시를 남기기도 했다. 화심마을에는 만석꾼으로 알려진 참봉 여종엽(余宗燁)이 살았던 집터와 잔존 건물이 남아 전한다.

## 문화재
- 의령여씨 향제시도록

## 인구
- 2000년 16,477명
- 2015년 17,780명